# Византијска војска
Византијска војска је током дуге историје Византијског царства (395-1453) прошла је кроз небројене ратове, победе и поразе, стално се развијајући и прилагођавајући својим противницима у погледу организације, стратегије и тактике. Поједностављено се може рећи да су управо велики порази Византије пресудно утицали на увођење војних реформи и еволуцију византијске војске. Тако се еволуција византијске армије може грубо поделити у 3 фазе:
- Рани период (позноримска епоха, 395—610,[1] од поделе Римског царства до продора Словена и Авара на Балкан и Персијанаца у Малу Азију[2]) карактерише војска наслеђена од позног Римског царства: професионални легионари, елитне јединице тешке коњице и помоћне трупе савезничких варварских народа (Хуна, Херула, Гота).[3]
- Средњи период (епоха тематског уређења, 610—1081,[1] од цара Ираклија до битке код Манцикерта[4]) одликовао се тематским системом, са територијалном одбраном састављеном од слободних сељака и ситних земљопоседника, док је царска гарда била састављена од страних најамника (Скандинаваца, Енглеза, Руса).[3]
- Касни период (феудална епоха, 1081—1453,[1] од цара Алексија I Комнина до пада Цариграда[5]) одликовала је војска састављена од феудалних одреда крупних земљопоседника (пронијара) и страних најамника (Турака, Италијана, Шпанаца),[3]

## Позноримска епоха (395-610)
Византијска војска овог периода (од поделе Римског царства до инвазије Арабљана), заснована на традицијама позног Римског царства и обилном узимању варвара у службу, извела је Јустинијанова освајања (535-565) и успешно ратовала са Персијом, али је подлегла инвазији Арабљана (636-641) изгубивши азијске и афричке провинције Царства.

### Организација
Војска Византије у позноримском периоду (395-610) била је подељена на граничну (лат. limitanei) - сталне посаде у провинцијама и оперативну (лат. comitatenses), састављену од пешадијских и коњичких легија и посебних легија гарде. За попуну оперативне војске регрутовани су по закону само колони. Пошто су земљопоседници избегавали обавезу да своје колоне упућују у војску, Византија је била принуђена да војску попуњава најамницима из разних варварских племена.

### Опадање легија
Римске легије пре Диоклецијанових реформи (284-305) састојале су се од 4.200-6.000 тешких пешака (наоружаних кратким мачем, великим штитом и тешким џилитом) и 300 лаких коњаника. Диоклецијановим реформама, римска војска је подељена на граничну (лат. limitanei) и оперативну (лат. comitatenses): док су легије граничара временом постале допунске јединице (лат. auxillia) - слабо плаћене и недисциплиноване јединице састављене већином од варвара, легије оперативне војске постају сасвим мале - око 1.000 људи, којима командују војни трибуни. Листа служби (лат. Notitia Dignitatum) писана око 420. региструје 174 легије (на целој територији Царства), али су тада оне већ изгубиле већи значај; потиснуо их је варварски нумерус, а у 6. веку сасвим нестају.

### Превласт коњице
Уместо ранијих легија, језгро оперативне војске Источног римског царства сачињавали су приватни војници (најамници) богатијих војсковођа - елитне коњичке јединице хипасписта (лат. ypaspistes) и федерати, тешки коњаници. Допунске снаге сачињавају стратиоти и савезнички контингенти, у ствари, плаћеничка војска од око 150.000 војника, која није била дисциплинована нити је имала борбену вредност равну римској војсци.

### Распуштање лимеса
Јустинијан и његове војсковође уместо лимеса подижу на погодним правцима утврђене градове и луке, у више линија: прва на Дунаву од Београда до ушћа, друга дуж Балкана и северног Епира до Јадранског мора, и трећа кроз јужни Епир, Македонију и Тракију. У целом систему, најутврђенији је био Цариград.

### Старешине и чинови
На почетку средњег века организована војска постојала је само у Византији.  До Јустинијанове смрти (565) два главна звања су: командант коњице (лат. magister equitum) и командант пешадије (лат. magister peditum). У доба цара Маврикија (582-602) на челу војске био је стратег, а његов помоћник био је командант коњице - хипостратег. Јединицама од 3.000 људи (мерос) командује мерарх или стратилат, од 1.000 људи - хилијарх, командант тагме (коњичка јединица од око 300 људи) је тагмарх, а његов помоћник је мандатор. Јединицом од 100 људи (хекатонтархија) командовао је у коњици иларх, а у пешадији кампидуктор. Десетар у коњици звао се декарх, а у пешадији - лохаг. Заповедник Цариграда био је епарх. Од 9. до 11. века као министар војске помиње се логотет, а велики стратиопедарх био је шеф интендантске службе.

### Наоружање и тактика
Стратегикон, дело приписивано цару Маврикију (582-602), сумира византијску стратегију овако: Дивље животиње се лове извиђањем, мрежама, лежањем у заседи, ухођењем, окруживањем и сличним стратегијама пре него голом силом. У рату би требало поступати на исти начин, било непријатеља много или мало. Покушати једноставно надјачати непријатеља на отвореном, прса у прса и лицем у лице, иако вам се чини да бисте победили, је предузеће врло ризично и може изазвати озбиљне губитке. Осим у екстремно хитном случају, смешно је покушати задобити победу која је тако скупа и доноси само празну славу.
Пешаци и коњаници били су заштићени оклопом и наоружани мачем, луком и стрелом, а ређе и копљем. То је одговарало византијској тактици која је тежила да противника на бојишту најпре изнури борбом из даљине (стрелама и копљима за бацање), а затим завршним ударом коњице реши битку. Такву византијску тактику, потпуно другачију од римске, развили су Велизар и Нарзес, војсковође цара Јустинијана (527-565).
За разлику од римске војске, у којој је тешка пешадија имала главну улогу, већ у доба Јустинијана коњица постаје главни род византијске војске. Византијска коњица већином је заузимала место на крилима пешадије и решавала битку ударом у бокове, јер се пешадија борила само стрелама или није у борбу ни ступала, па се на њу мало рачунало. У бици код Дараса, Велизарова коњица, разбивши персијску, ударом у бок пешадије решава битку. У бици код Трикамарума (533), Велизарова коњица, не сачекавши пешадију, такође разбија вандалску коњицу и наноси удар у бокове центра. Али, она није способна за гоњење; после победе, на бојишту је задржава пљачка. У дефанзивној бици коњица је сјахивала за борбу пешке. У бици код Тагине (552) најбоља Нарзесова варварска (најамничка) коњица (Лангобарди, Херули, Гепиди) сјахује за борбу пешке да би задржала налет готске коњице, а потом је разбија својом свежом коњицом на коњу и решава битку.

### Недостаци
Ова војска, састављена од варварских најамника у коњици и ослобођених робова у пешадији, била је веома скупа, непоуздана (због доминације варвара) и везана за личност заповедника, који су је лако могли искористити за сопствене циљеве. Тако су победоносни Јустинијанови ратови потпуно осиромашили Царство, а после Јустинијанове смрти Лангобарди и Гепиди у царској служби побунили су се и за свој рачун освојили северну Италију (Ломбардију) и Панонију, док је Ираклије, намесник Африке, са својом војском лако збацио цара Фоку 610.

## Епоха тематског уређења (610-1081)
Реформе Византијског царства,које су довеле до увођења тематског уређења биле су условљене продирањем Персијанаца у области предње и Мале Азије и аварско-словенским продирањем на Балкан. Тематско уређење састојало се из поделе државне територије на војне округе (тема-првобитно војни одред) на челу са стратезима, који су вршили врховну војну и цивилну власт. За своју службу, војници теме награђивани су доживотним уживањем тзв. стратиотских имања. То је условило јачање домаће, грчке војске, састављене од слободних земљорадника, на штету дотадашње, претежно најамничке војске, и привремено снажење централне власти.
Византијска војска овог периода (од реформи цара Ираклија до битке код Манцикерта), заснована на војним областима насељеним слободним земљорадницима-војницима, успешно је одолела нападима Арабљана, Авара и Словена, али је подлегла инвазији Турака Селџука (1071), изгубивши већи део Мале Азије.

### Ираклијеве реформе
Тематску организацију Византијског царства осмислио је и започео цар Ираклије (610-641). Када се његов отац Ираклије Старији, егзарх Африке, родом Јерменин, побунио против цара Фоке (602-610), Ираклије је потукао византијску флоту и продро у Цариград, где је крунисан за цара. Власт је примио у тешком тренутку за Византију. Царство је било финансијски потпуно исцрпљено, па није било ни војске која се дотле добијала врбовањем најамника. Персијанци су упадали у азијске покрајине, а Словени и Авари на Балкан. Персијанци су 611. заузели део Кападокије, Јерменију, Киликију, Сирију и Палестину. Маја 614. заузели су Јерусалим, идуће године угрозили су и сам Цариград, а 619. освојили Египат. Да би против њих могао груписати све снаге, Ираклије је 619. склопио неповољан мир с Аварима.
У међувремену је Ираклије реорганизовао своје царство. Цивилну управу пренео је на војне старешине. Оперативне трупе насељавао је у провинције, и око њих образовао војне области назване у почетку стратос (στρατος - армија), а касније теме. Војницима је дао имања уз обавезу војне службе на коњу, сопственим оружјем и опремом. Дошао је тако до домаће војске везане за земљу. За низ векова то ће бити главна војна снага Византије.
Пошто је добио слободне руке у Европи миром с Аварима, Ираклије је у јесен 622. упао у Јерменију и тукао Персијанце. После Теодосија I и Маврикија, Ираклије је био први византијски цар који је лично водио своју војску, што није ишло без великог отпора његових саветника. У марту 623. кренуо је поново у Јерменију где је заузео низ градова. Док се Ираклије налазио далеко од Цариграда, престоницу су са мора напали Персијанци под Шарваразом (Shahrvaraz) и Авари под Бајаном. Нападачи су одбијени победом Византинаца на мору. Пошто је искористио тај успех, Ираклије је 627. наставио офанзиву и тукао персијанце код Ниниве у решавајућој бици, чиме су се Јерменија, део Месопотамије, Сирија, Палестина и Египат вратили у састав Византијског царства. При крају своје владавине није успео да спречи Арабљане да заузму Сирију и Палестину.

### Организација
Реформе цара Ираклија (610-641) спроведене су у време кризе Царства, када се аварско-словенска најезда ширила на Балкану, а персијска по предњој и Малој Азији. У малоазијским покрајинама, које нису подлегле непријатељу, стварају се војни окрузи-теме, кидајући коначно са поделом Царства на провинције са одвојеном цивилном и војном влашћу, која је установљена у време Константина Великог (306-337). Тематско уређење наставило је развитак војне управе у Византији, започет оснивањем егзархата у Равени и Картагини под царем Маврикијем. На челу појединих тема стоје војни команданти-стратези, који врше у њима врховну војну и цивилну власт, иако је у почетку постојао и тематски проконзул, као глава цивилне управе.
Реч тема (θέμα) значила је војни одред, а затим је почела да се употребљава и за војно-административне округе, што јасно открива начин на који је ново уређење настало. Оно је настало насељавањем трупа - тема по новоствореним окрузима и стога су се постепено и сами ти окрузи почели називати темама. То нису биле само управне јединице него и територије за насеља војника. Уз обавезу вршења војне службе, војницима су додељивани земљишни поседи, који се у доцнијим изворима зову стратиотска (војничка) имања (στρατιωτικά κτήματα). Тиме се организација тема повезује са старим уређењем на Лимесу, заснованим на насељавању војника у пограничним областима. Непријатељска навала срушила је систем пограничне одбране, па су војници, повучени са Лимеса, насељавани у унутрашњости Мале Азије која је остала под влашћу Византије. Поред војника-граничара, у малоазијским покрајинама насељавани су свакако и војници елитних византијских одреда. Тако се већ у Ираклијево доба (пре 620. године) стварају теме Арменијака, Анатолика и Опсикија, а вероватно и Поморска тема на јужној обали Мале Азије.
На прелазу из 9. у 10. век тематско уређење добија своју дефинитивну структуру. Постепеним дељењем великих малоазијских округа и увођењем тематске организације по другим областима број тема знатно се повећао: 630. године било је само 4 велике теме (Опсикија, Анатолика, Арменијака и Поморска тема), а у 10. веку било их је чак 32. Неуједначеност првобитне тематске организације  постепено је уступила место једном строго унифицираном систему, пошто су се и различити мањи војни окрузи који су били формирани поред тематских јединица - клисуре, архонтије, дукати, катепанати, друнгаријати - временом претворили у теме.
Почетком 10. века Царство је било подељено у ове тематске јединице: у Азији - теме Опсикион, Букеларион, Оптиматон, Пафлагонија, Армениакон, Халдија, Колонеја, Харсианон, Анатоликон, Тракесион, Кападокија, Месопотамија, Себастеја, Ликандос, Леонтокомис, Селеукија и приморска тема Кивиреота; на мору, теме Самос и Архипелаг; у Европи - Тракија, Македонија, Стримон, Тесалоника (Солун), Хелада, Пелопонез, Кефаленија, Никопољ, Дирахион (Драч), Далмација, Сицилија, Лангобардија и Херсон. Даље промене у тематској организацији у 10. веку настаку пре свега оснивањем нових тема у новоосвојеним областима, док се на старој територији нове теме стварају ретко. Тек је дезорганизација византијског државног поретка, почев од друге половине 11. века, довела до даљег дељења, управо распарчавања тематских јединица.
За војни систем важна је разлика између провинцијских тема и тагми, смештених у Цариграду. На челу тема стоје стратези, заповедници локалних трупа и и уједно начелници локалне управе (заповедник Опсикија звао се, међутим, комес, а заповедник Оптимата доместик). На челу појединих тагми стоје доместици. Најважније су биле тагме Схола, Ескубита, Аритмоса (чији се заповедник није звао доместик већ друнгарије) и Хиконата (основане тек за владе Нићифора I). Доместик Схола био је обично врховни заповедник целокупне војске.
Услед проширења државне територије, од друге половине 10. века постоји један доместик Истока и један доместик Запада.
Међу стратезима највећи углед имају заповедници малоазијских тема, које сачињавају језгро византијске војне снаге; скоро сви стратези малоазијских тема имају виши ранг од стратега Македоније и Тракије, најважнијих заповедника европске војске. Донекле се то испољава и у њиховим платама: за Лава ВИ стратези Анатолика, Арменијака и Тракесијанаца примали су годишње по 40 фунти злата (што према маталној вредности износи 44.438 златних динара), стратези Опсикија, Букеларија и Македоније по 30 фунти, стратези Кападокије, Харсианона, Пафлагоније, Тракије и Колонеје по 20 фунти, а остали по 5 до 10 фунти.

### Стратиоти
Увођење тематског уређења значило је јачање домаће византијске војске. Док се у рановизантијско време војска састојала претежно од страних најамника, скупих и непоузданих, дотле се војна снага Византије од 7. века заснива на стратиотима, насељеним на територији Царства. Поред војника-граничара, поред елитних трупа које су регрутоване пре свега из борбених малоазијских и кавкаских племена, у нови византијски систем уливају се постепено и масе Словена које византијска влада, од средине 7. века, пребацује у Малу Азију и насељава у тамошњим темама као стратиоте. Тако у оквиру новог, здравијег поретка византијски војни контингенти се знатно повећавају приливом свежих снага.
Нова тематска армија састоји се од војника-сељака који из војничких имања црпу средства за своје издржавање и наоружање. Из доцнијих извора се види да је стратиот, позван у војску, имао дужност да се јави на свом коњу и наоружан. Он је добијао, истина, и извесну плату, али је она била минимална. Према томе, реорганизација војске морала је свакако изазвати и знатно смањење државних издатака.
По закону цара Константина Порфирогенита из 947, забрањена је продаја поседа који служе војницима за њихово издржавање и набавку ратне опреме. Притом је одређено да имања војника (стратиота), као и имања морнара поморских тема (тема Кивиреота, Архипелага и Самоса) морају имати вредност од најмање 4 фунте (грч. λίτρα) злата, а имања морнара царске флоте, који примају плату, од најмање 2 фунте злата. Каснијим законом минимална вредност војничких имања повећана је на 12 фунти (864 златника), како би војници могли да приуште тешко наоружање и оклопе.
Нићифор I Логотет (802-811) спровео је низ важних и оригиналних мера за јачање одбрамбене снаге Византије: увео је војну обавезу и за сиромашне сељаке и пресељавао малоазијске стратиоте у Склавиније ради јачања византијске границе на Балкану. Сиромашнији земљопоседници, чија су имања била мања од минимума прописаног за стратиотску службу, служили су у војсци као пешадија. Пешадија је попуњавана и градским обвезницима, као и сељацима са манастирских имања.
Тако су византијску пешадију овог периода чинили махом ситни земљопоседници; многи међу њима добијали су државну земљу као награду за своју службу. Постојале су две врсте пешадије: лака и тешка. Лаку пешадију чинили су стрелци, без оклопа, али су били наоружани луковима који су по домету могли да надмаше коњаничке. Тешки пешаци су носили штит и били су наоружани оружјем за блиску борбу (копљем и мачем или бојном секиром). Мали део најимућнијих могао је да приушти оклоп, шлем и рукавице: они су се борили у првим редовима, штитећи остале.

### Коњица
Византијска војска овог периода била је пажљиво организована, марљиво увежбавана и у потпуности опремљена. Њена окосница била је тешка коњица, која је чинила готово половину свих снага. Византијски коњаник је носио челичну кацигу, панцирну кошуљу која му је сезала до бедара, металне рукавице и ципеле. Његово оружје били су мач, копље и лук. Тако је он био тешко опремљени стрелац, способан да ослаби непријатеља стрелама из даљине, а затим га савлада у јуришу и борби прса у прса. Оваква коњичка опрема усвојена је током Јустинијанових похода и одржала се до пада Царства.
Византијска коњица је била у потпуности способна да делује сама, без пешадијске подршке. У складу са чињеницом да војници треба да буду у стању да све своје време и снагу посвете вежбању и борби, уз себе су имали слуге које су уређивале логор, добављале намирнице, кувале и старале се о коњима. Коњички официри били су припадници византијског племства.
После битке код Манцикерта (1071), коњица постаје углавном најамничка. Због скупог одржавања стално се смањује, тако да Византија почетком 14. века располаже само са око 3.000 коњаника.

#### Еволуција
Развојем византијске тактике, коњица је постала главни елеменат оружане силе који у биткама има решавајућу улогу, јер се пешадија, мада бројно јача, углавном бори бацачким оружјем на даљину. У доба Јустинијана (527- 565) коњицу образују хипасписти (ύπασπιστής) - приватни војници војсковођа и високих команданата (Хуни, Готи, али и домаћи ратници), затим федерати (foederati) - разне варварске јединице под византијским командантом, и део савезника (socii) - једнородне варварске јединице. Федерати образују тешку коњицу; остало је лака. Нарочито се истиче оклопна коњица - катафракти (-{κατάφρακτος}-) из Мале Азије.
У доба Јустинијана коњица је, као и пешадија, била наоружана оружјем за блиску и даљњу борбу, па се могла употребити за коњички удар и за борбу на одстојању, што је било нарочито важно у борби против номада из Азије. Наоружање се састојало из лука, дугог мача и копља, ређе бојне секире, а заштитна опрема из оклопа, шлема и доколеница. Крајем 6. века већ се битно разликује наоружање лаке и тешке коњице. Лака располаже малим луком домета до 130 м, кратким мачем и слабом заштитном опремом; тешкој је главно оружје копље за удар и кратки мач, а заштићена је верижном кошуљом, шлемом, коленицама и доколеницама. У доба Лава Мудрог (886-912) тешка коњица је још боље наоружана и заштићена: располаже широким мачем, бодежом, малим луком и дугачким копљем са праменом на врху. Заштитна опрема састоји се из шлема са праменом на врху,  дуге верижне кошуље (од врата до бутина), челичних рукавица и ципела. Коњи официра и коњаника прве врсте били су кожом или металом лако оклопљени по глави, врату и прсима. Од почетка 9. века тешка коњица чинила је главну снагу византијске војске. Мада ојачана тешком коњицом Нормана и Немаца, поражена је 1071. код Манцикерта од Турака Селџука. Тешка, али малобројна коњица Византије подлегла је у борби са турском лаком коњицом, која се одликовала великом маневарском способношћу, а у рату номадском тактиком: избегавање директног удара непријатељеве коњице, изненадни напад стрелама, нагло повлачење и поновни изненадни напад са свих страна.

#### Тагма
Основна тактичка и административна јединица коњице била је тагма (-{ταγμα }-- око 300 коњаника). Сачињавале су је 3 хекатонтархије (-{εκατόνταρχος }-- 100 коњаника) од по 10 декархија (-{δέκαρχος}-). Обично су 3 тагме образовале вишу тактичку јединицу моиру (μοιρα), а три овакве јединице - мерархију (μεραρχία), јачине око 3.000 коњаника. Према Стратегикону (6. век) у византијској војсци било је обично 30 тагми, односно 9.000 коњаника.

### Стратегија и тактика
Царство је било подељено на управне области - теме - у којима је стратег (генерал) био и војни командант и цивилни намесник. Снаге јединица које су стратегу стајале на располагању зависиле су од тога колико је положај теме био изложен, али се може рећи како је обично под својом командом имао 8.000 до 10.000 људи.
Византијски цареви и њихови генерали били су веома заинтересовани за питања војне науке, о чему сведочи велики број расправа о овим темама. Уз већ поменути Стратегикон, који је наводно написао цар Маврикије (582-602), у 9. веку је слично дело дело написао цар Лав VI Мудри (886-912). Ово дело указује како се ратна вештина за 3 века мало изменила. Оба аутора су опису организације и опреме војске придодала разматрање тактика за супротстављање различитим непријатељима.
Тако се, на пример, у оба трактата  налазе детаљна упутства за заустављање арапског упада. Када би до стратега стигао глас да су Арапи пали у његову територију, он је сместа морао да пошаље мали одред чији је задатак био да узнемирава непријатеља и смањи његове могућности за пљачку. Сам би за то време повео коњицу са циљем да нападне непријатеља. При томе би главнину пешадије ваљало разаслати да заузме друмове како би се зауставило повлачење непријатеља. Стратег је потом настојао да присили непријатеља на повлачење, избегавајући отворену битку: напао би га тек у тренутку када би се приликом повлачења већ сукобио са пешадијом која му је пречила пут за бекство. Овом тактиком су биле уништене многе арапске пљачкашке војске. Како је духовито приметио Сидни Пеинтер, византијски стратези били су војници од заната, насупрот полетним аматерима какви су били западноевропски барони. Они се нису упуштали у непотребни ризик, па тако никада нису ризиковали битку ако нису били сасвим сигурни у победу. При томе византијски стратези, уз своје мале војне потенцијале и обиље бројно надмоћнијих непријатеља, нису могли себи да дозволе непромишљене сукобе.
И Маврикије и Лав су истакли корисност различитих ратних лукавстава. Када би византијски преговарач осетио да ће преговори са непријатељем бити безуспешни, умиривао би га преговарачком слаткоречивошћу и одлагао разговоре док трупе не би биле спремне за изненадни напад. Пре битке би, у складу са још једним добрим решењем, преговарач послао писма некима од главних заповедника у непријатељском логору, с намером да их приволи на  предају. Ништа није могло толико збунити заповедника колико сумња у верност његових официра. Како су се византијски команданти непрестано борили против надмоћнијих непријатељских снага, морали су да буду и вештији и лукавији од њих. Стога је лако уочити зашто су њихове замисли о томе како треба водити рат изазивале подсмех витезова Западне Европе. Како је духовито закључио Сидни Пеинтер: Док је за Византинце рат био посао, за западне витезове он је у основи био игра. Неколико дрских западњачких војсковођа, да су били на месту византијских, брзо би упропастили Византијско царство.

## Епоха феудализма (1081-1453)
Византијска војска овог доба (од инвазије Турака Селџука до пада Цариграда), заснована на систему проније и страним најамницима, углавном је с муком бранила све мању територију Царства од све моћнијих суседа, али је ипак извела последњу византијску експанзију у доба Комнина (1118-1180) и ослободила Цариград и Грчку од латинске окупације (1204-1261), да би се најзад више од 130 година опирала Османлијама (1320-1453).

### Доба Комнина (1081-1185)
Војска Комнина, заснована на приватним одредима војног племства - пронијара и страних најамника одбила је нападе Турака Селџука у Малој Азији и Бугара и Мађара на Балкану, извевши последњу велику експанзију Византије у 12. веку. Пад династије Комнина био је изазван територијалним опадањем Царства после битке код Мириокефалона (1176), док је војска већином распуштена током владе цивилног племства (1185-1204), што је кулминирало падом Цариграда и латинском окупацијом Царства у Четвртом крсташком рату. 

#### Слом тематског система
Спољнополитичке последице кризе Византијског царства која је почела смрћу Василија II (1025), а завршила се доласком на престо Алексија I Комнина (1081-1118), биле су слом Византијске власти у Малој Азији, губитак византијских поседа у Италији и осетно слабљење византијског ауторитета на Балкану. Мала Азија пала је у руке Турака Селџука после битке код Манцикерта (1071), провинције на Балкану биле су угрожене од Срба и Печенега, а јужну Италију освојили су Нормани (1072), који су 1081. прешли на Балкан и заузели Драч. На унутрашњем плану, овај период довео је до распада дотадашњег економско-социјалног поретка Византијског царства, укључујући и тематски систем на коме је почивала одбрана државе. Рад на обнови државе морао је Алексије I да постави на нове основе, и нови чиниоци постали су носиоци система који је он створио.
Његови напори имали су само делимичан и привремен успех. Царство се и у 7. веку већ једном нашло на ивици пропасти, када је спашено Ираклијевим реформгама и стварањем тематског система, али тада је Царство располагало неистрошеним снагама, пошто се Мала Азија, језгро Царства, одржала кроз све кризе и ратове. Сада су, међутим, унутрашње снаге Царства биле исцрпене, јер је тематски систем заснован на слободном сељаштву био постепено напуштен, а слободни сељаци који су чинили основу византијске војске у неколико генерација су изгубили земљу и постали зависни парици на поседима властеле. Византијска војска спала је на мали број професионалаца ојачан контингентима страних најамника, који су напустили Царство у тренутку кризе, па је Мала Азија напуштена готово без отпора. Реокупација Мале Азије у доба Комнина остала је половична, а превласт на мору Византинци су управо у доба Комнина коначно изгубили. Хегемонију на мору извојевале су, и у економском и у стратегијском погледу, италијанске градске републике, и то је историјски најзначајнија прекретница ове епохе: изгубивши превласт у поморској трговини, Византији је недостајала економска снага за трајну обнову.

#### Најамници и савезници
Алексије Комнин је ступио на власт у критичној ситуацији: државна благајна била је празна, војска упропашћена, а са свих страна су наваљивали непријатељи: Нормани, Печенези, Селџуци. Пошто је цела Мала Азија већ била изгубљена, цар је склопио мир са султаном Сулејманом, прогласивши турске освајаче за византијске федерате. Све снаге државе усмерене су на одбрану од Нормана, који су после освајања Драча (1081) пустошили по Грчкој и претили Солуну и Цариграду. Без довољно војске, без новца, цар је морао да прекује у новац црквене судове како би платио војску, која се састојала углавном од страних најамника, већином Енглеза, заклетих непријатеља Нормана, док је млетачка флота пресекла снабдевање норманским војскама и већ следеће године (1082) приморала их на повлачење са Балкана.
Помоћ Млетачке републике Византија је платила трајним уступцима, који су дугорочно гледано упропастили византијску трговину и предали је у руке странаца: уговором од маја 1082. Млечани су ослобођени царине на целој територији Царства, добили су сопствену четврт у Цариграду и пристаништа у Галати. Млетачка република постала је од тог тренутка пресудан чинилац у економском и политичком животу Византијског царства.

### Доба Палеолога (1261-1453)
Византијска војска династије Палеолога (1258-1453) била је заснована на феудалним одредима пронијара (чији је број постепено опадао са смањивањем територије Царства) и одредима страних најамника (Алана, Италијана, Шпанаца и Турака). Њена јачина постепено је опадала, од преко 20.000 у време обнове Царства (1261), до једва 5.000 у време пада Цариграда (1453).

#### Победа феудализма
Уздизање династије Палеолога (1258-1453) значило је победу вишег византијског племства. Процес феудализације узима новог маха и у 14. веку достиже свој врхунац. Световни и духовни велепоседници повећавају своја имања као и број својих парика, добијају све далекосежније привилегије и често уживају потпуни имунитет. Напротив, сељачки посед па чак и непривилеговани посед нижег племства све више опада, губећи земљу, а и радну снагу у корист велепоседника. То утолико пре што су само велики и богати поседи у стању да преживе честа разарања непријатељских најезди. Порески приходи све више се смањују, чему доприносе и све горе злоупотребе пореских чиновника.
Слично осталим велепоседима, и проније стичу нове привилегије. Иако пронија представља условно (везано за војну службу) и првобитно само доживотно власништво, пронијари све чешће добијају право да пренесу своје поседи и приходе на своје наследнике. Већ је Михаило VIII, приликом доласка на престо, претворио проније својих присталица у наследне поседе. Временом ова пракса узима маха, иако пронија остаје везана за обавезу војне службе која се наслеђује са поседом и не сме се отуђивати.

#### Врхунац
Недовољна ефикасност система проније у доба Палеолога очито се огледа у томе што се сада византијска војска не само већим делом, као у доба Комнина, него скоро искључиво састоји од страних најамника. То је пак за државу представљало тешко финансијско оптерећење. Издржавање многобројних најамничких трупа, које су захтевали велики војни и политички подухвати Михаила VIII, финансијски је упропастило Византију. Нема сумње да су византијске трупе за време Михаила VIII бројале више десетина хиљада: 1263. је на Пелопонезу ратовало 6.000 коњаника, а 1279. у једном походу у Бугарској учествовало је 10.000 војника. У поређењу са приликама средњевизантијског доба, па чак и епохе Комнина, то су доста скромни бројеви. Али за осиромашену позновизантијску државу ова војска са својим најамничким трупама представљала је управо неподношљив терет.

#### Опадање
Војни контингенти морали су знатно да се смање, што је Андроник II и учинио, и то чак са претераним радикализмом. Издржавања флоте, која је захтевала нарочито велике издатке, он се потпуно одрекао, уздајући се у савез са Ђеновљанима: тако је Византија постала зависна од Ђенове не само у привредном него и у војничком погледу. Копнену војску Андроник II је толико смањио, да је она, како тврде савременици, служила за подсмех или чак уопште није постојала. Наравно, то су преувеличавања, али је на византијско становништво оставила мучан утисак превелика разлика између импозантне војске Михаила VIII и више но скромних војних снага његових наследника. Заиста, од краја 13. века ретко наилазимо у Византији војску која броји више од неколико хиљада људи. Сама ова чињеница довољно објашњава зашто је Византија изгубила положај велике силе и зашто није била у стању да се одупре далеко надмоћнијим османлијским снагама.
Мерама штедње и повећањем пореза Андроник II повећао је државне приходе на 1.000.000 перпера Војни буџет био је делом одређен за плаћање данка моћнијим суседима, а делом за одржавање флоте од 20 тријера и војске од 3.000 коњаника, од којих је 2.000 било стационирано на Балкану, а 1.000 у западној Малој Азији.

### Пронијари
Пронија (брига, управа) је била насељено феудално добро које је централна (царска) власт давала припадницима вишег племства (пронијарима) у замену за одређене службе, претежно војне. Пронијар (војник) у Византији је витез кога у рату прати већи или мањи број људи (зависно од величине проније). Други популаран назив за пронијаре био је војници-стрелци.
Прве проније настале у Византији нису имале војни карактер. За владе Алексија Комнина (1081-1118) пронија добија и војни значај, да би убрзо постала битан елеменат војне организације Византијског царства. За време Манојла Комнина проније су даване и страним великашима. Системом проније препорођена је војна снага Византије, о чему сведоче спољни успеси династије Комнина. Пронија је израз одмакле феудализације у Византији, и ширење те установе убрзало је феудализацију Царства. Овим системом Комнини су поставили војно уређење Царства на феудалну основу, као што је то било у централној и западној Европи. Између проније и феуда није било битне економске разлике: обоје је почивало на експлоатацији кметова. За разлику од слободне баштине пронија није била сопственост пронијара и он није могао њоме слободно располагати. Касније, у 13. веку, пронија се могла наслеђивати, али не и отуђивати.
Затечена на освојеној византијској територији, установа проније прешла је у Србију Немањића. Први податак о пронији у Србији датира из 1299/1300. У Душановом Царству била је врло распрострањена. Предвиђа се и у Душановом законику. И у Србији се пронија разликује од баштине изразитим војничким обавезама. За разлику од Византије, где је пронија била новчана рента убирана од кметова, у Србији је то претежно (феудална) радна рента, а било је пронијара који су обавезни манастирима на војну службу. Проније су биле неједнаке вредности (моћи). Највећи, а уједно и последњи познати српски пронијар располагао је са 30 села. У Зети је за млетачке владавине било врло много пронијара. У изворима се помиње пронијар који је располагао са 40 коњаника и 100 пешака, али било је и таквих који су имали само једно село, па и делове села. Као у Византији, истом пронијом могло је располагати више личности, најчешће рођака. Пронијари Зете су претежно вршили службу на коњу са већом или мањом пратњом, али су били обавезни држави на новчана и натурална давања, знатно већа него у доба Душана. у северној Зети пронија је постојала до пред крај 15. века.

### Најамници
Смањивање територија Царства свело је број пронијара почетком 14. века на свега 3.000 коњаника. Због тога су цареви били принуђени да узимају најамнике како би се одбранили од напада Срба и Бугара на Балкану и Турака у Малој Азији. Оваква стратегија имала је вишеструке штетне последице по даљу судбину Византије: довела је до финансијског исцрпљивања осиромашене државе и створила Царству нове непријатеље од пређашњих најамника - најдраматичнији примери јесу историја Нормана на Сицилији, Каталонске Компаније и Турака Османлија. Упрошћено би се могло рећи да су због норманских најамника Византинци изгубили јужну Италију, због шпанских најамника - Грчку, а због турских најамника - Малу Азију и најзад читаво Царство.

#### Нормани
Почетком 11. века преостали византијски поседи у јужној Италији били су изложени сталним нападима Арабљана. Да би се одбранили, локални византијски намесници узели су 1016. године у службу један одред норманских витезова, који су се враћали са ходочашћа у Јерусалим. Упознавши слабост византијске власти у Италији, нормански најамници позвали су у помоћ своје сународнике из Нормандије и почели да заузимају арабљанске и византијске поседе за свој рачун. Нормански вођа Роберт Гискар (1015-1085) прогласио се 1059. за војводу Апулије и Калабрије уз подршку папе и напао византијске поседе: Бари, последње царско упориште у Италији, освојен је 1071. Пошто су освојили византијске поседе у јужној Италији, Нормани су 1074. наставили освајања  византијских поседа на источној обали Јадранског мора. Наредне године заузели су и опустошили читав низ далматинских градова, али их је Венеција 1075. приморала на повлачење.
У тежњи да освоји источне обале Јадранског мора и потом предузме поход на Цариград, Роберт Гискар је у савезу са хрватским краљем Дмитром Звонимиром почео 1081. рат против Византије и њеног савезника Млетачке републике. Са око 150-160 бродова и око 30.000 људи искрцао се у Албанији и опсео Драч. У бици код Драча (18. октобра 1081), потукао византијску војску која је кренула да деблокира град. У том рату освојио је 1083-84. већи део западне Македоније (са градовима Скопљем, Охридом и Битољем) и делове Епира и Тесалије, док је византијска флота разбијена код Крфа (1084) и Сазана (1085). Гискар је 1085. освојио Крф и продро да Ларисе, али га је млетачка флота и побуна у Апулији приморала на повлачење. После његове смрти 1085. Нормани су напустили освојена подручја.
За то време, Робертов брат Рожер (1031-1101) је до 1095. освојио Сицилију. Његов син Рожер II ујединио је Сицилију, Напуљ и остале норманске поседе у Италији и основао је 1130. Краљевину Двеју Сицилија.
Нормани са Сицилије су још три пута нападали Византију: 1097. и 1107. под вођством Боемунда од Тарента, и 1083-85. када су безуспешно напали Цариград.

#### Каталонска Компанија
Желећи да се ослободи својих шпанских најамника на Сицилији по склапању мира са Анжујцима 1302, Федерико II Арагонски наговорио је капетана Каталонске Компаније, Руђера Флора, да понуди своје услуге византијском цару Андронику II Палеологу. Ослабљена Византија радо је прихватила помоћ Каталана, немоћна да се сопственим снагама одупре многобројним турским племенима која су се око 1300. дефинитивно учврстила у Малој Азији. Експедиција Каталонске Компаније од око 4.000 алмогавара, 1.000 других пешака и 1.500 коњаника (по подацима каталонског хроничара Рамона Мунтанера, учесника тог похода), укрцала се 1303. на у Месини на 36 бродова и, пошто је успут опљачкала Крф, доспела је у Цариград. У Цариграду су најамници дочекани као спасиоци Царства, а њихов вођа уздигнут је у ред високих византијских достојанственика.

#### Турци
Осман, оснивач Османског царства, борио се као савезник локалних византијских намесника на западу Мале Азије крајем 13. века (1283-1299) све док није довољно ојачао да створи сопствени емират на рачун околних турских поседа. 1302. објавио је рат Византији и до смрти (1324) отео је Византинцима читаву Битинију. Његов син Орхан наставио је освајања: Бурса је пала 1326, Никеја 1331, а Никомедија 1337. Упркос томе, византијски цар Јован Кантакузин (1347-1354) затражио је помоћ неколико турских емира из Мале Азије, укључујући и Орхана, у грађанском рату против Јована V Палеолога (1341-1390, који је позвао у помоћ Србе и Бугаре). Од 1344. до 1354. турски најамници, превожени византијским бродовима из Мале Азије и плаћани новцем из царске благајне, под заставом византијског цара опустошили су преостале византијске земље на Балкану, заузели Галипоље и више места у Тракији и коначно се учврстили у Европи. Био је то почетак Османског царства, и почетак краја Византијског царства.

### Утврђења
Мали број војника Византија је покушавала (и дуго успевало) да надокнади обимним фортификацијским радовима, који су све до развоја ватреног оружја и артиљерије у 15. веку били тешко освојиви. Поред великог броја утврђених градова, од којих су и најмањи представљали озбиљну препреку освајачу (цар Душан је 1345. тешком муком заузео утврђени Сер, Никеја се опирала Турцима пуне три године (1329-1331), док се Филаделфија у Малој Азији одржала све до 1390, а Трапезунт до 1461), најзначајнија византијска утврђења била су Цариград, Солун (одржао се до 1430) и Хексамилион на Коринтској превлаци. Европска фортификација заостајала је за византијском пуних 8 векова, све до 13. века, а Цариград је од 5. века до пада 1453. био најјача тврђава Европе.
Средином 14. века Византинци су успешно ослободили од Латина већи део Пелопонеза, па су обновили ранију тему. На Коринтском земљоузу обновљена је 1414. одбрамбена линија Хексамилион (6 миља) против Турака Османлија, али је пробијена турском артиљеријом 1458.